# Käpt’n Blackbeards Spuk-Kaschemme
Käpt’n Blackbeards Spuk-Kaschemme (Originaltitel: Blackbeard’s Ghost) ist eine US-amerikanische Filmkomödie aus dem Jahr 1968 mit Peter Ustinov in der Titelrolle. Sie basiert auf einem Roman von Ben Stahl. Regie bei diesem Walt-Disney-Fantasyfilm führte Robert Stevenson. Der Film startete am 16. August 1968 in den deutschen Kinos. Für die deutschsprachige DVD-Veröffentlichung 2003 wurde der Film  Käpten Blackbeards Spukkaschemme betitelt.

## Inhalt
Steve Walker ist der neue Trainer der Leichtathletikmannschaft des Godolphin-College. Hier in Godolphin soll vor Jahrhunderten der bösartige Pirat Edward Teach, Käpt’n Blackbeard genannt, gelebt haben. Als Steve bei einer Auktion einen uralten Bettwärmer ersteigert, ahnt er nicht, dass in dessen Stiel das Zauberbuch der Hexe Aldetha steckt (ehemals Blackbeards zehnte Ehefrau), die auf dem Scheiterhaufen verbrannt wurde.
Als Steve sich in seiner Unterkunft versehentlich auf den Stiel des Bettwärmers setzt, zerbricht dieser in zwei Teile. Steve findet das Zauberbuch und rezitiert einen Zauberspruch mit der Folge, dass der Geist des Käpt’n Blackbeard erscheint und seinem neuen „Herren“ nun überallhin folgt. Da nur Steve den trinkfesten Geist sehen und mit ihm reden kann, halten ihn die Leute für verrückt.
Steve will den störenden Geist wieder loswerden. Dafür gibt es nur eine Möglichkeit: Käpt’n Blackbeard muss eine gute Tat vollbringen. Eine Möglichkeit dafür ergibt sich schon bald für ihn, als die alljährlichen College-Meisterschaften anstehen. Blackbeard beginnt, für die Zuschauer unsichtbar, den notorischen Verlierern vom Godolphin-College wortwörtlich „unter die Arme“ zu greifen und sie zu einem unerwarteten Sieg zu führen. Es gelingt Blackbeard zu verhindern, dass ein Seemannsheim, welches von mehreren alten Damen, Nachfahren seiner Besatzung, geführt wird, an einen Kreditgeber fällt. Nachdem er sich ein einziges Mal auch seinen Nachfahren gezeigt hat, fährt er mit dem Ruderboot zu seiner wartenden Crew in das jenseitige Leben.

## Kritiken
„Peter Ustinov macht den Film zum komödiantischen Vergnügen.“

„Höchst amüsant.“

„Es war Stevensons elfter Disney-Film, konnte aber nicht an den Erfolg des 1964 von ihm gedrehten Kassenschlagers ‚Mary Poppins‘ anknüpfen. Dank des komödiantischen Talents von Hauptdarsteller Peter Ustinov gelang Stevenson aber immerhin ein familiengeeigneter Unterhaltungsschmunzler, dessen unsäglicher deutscher Titel jedoch bestenfalls pseudokomisch wirkt.“

„[…] alberne Spukklamotte ohne viel Witz.“

„Einfallsreich kurioser Ulk mit dem brillanten Peter Ustinov in der Hauptrolle. Allen von acht bis achtzig, die gern berechtigt lachen, herzlich empfohlen!“

## Synchronisation
| Rolle                             | Schauspieler      | Synchronsprecher  |
| --------------------------------- | ----------------- | ----------------- |
| Captain Edward „Blackbeard“ Teach | Peter Ustinov     | Alexander Welbat  |
| Steve Walker                      | Dean Jones        | Thomas Eckelmann  |
| Professor Jo Anne Baker           | Suzanne Pleshette | Marianne Lutz     |
| Emily Stowcroft                   | Elsa Lanchester   | Ursula Krieg      |
| Silky Seymour                     | Joby Baker        | Gerd Martienzen   |
| Dean Wheaton                      | Richard Deacon    | Edgar Ott         |
| Virgil                            | Norman Grabowski  | Gerd Duwner       |
| Mel Willis                        | Elliott Reid      | Joachim Cadenbach |

## Medien

### DVD-Veröffentlichung
- Käpten Blackbeards Spukkaschemme. Buena Vista Home Entertainment 2003, wiederveröffentlicht 2012.